# Јелица Станојевић
?
Јелица Станојевић (1913— ? ) је бивша југословенска атлетска репрезентативка у бацању копља. Била је члан СК Југославија из Београда.
Учествовала је на Летњим олимпијским играма 1936. у Берлину, где је у својој дисциплини, у конкуренцији 14 атлетичарки из 10 земаља, заузела 12 место резултатом 29,88 метара.

## Лични рекорд
- 36,43 метра 1936. године